# Maccaferri
Fondata nel 1879, Maccaferri è un’azienda leader a livello globale nell’ingegneria civile e ambientale, con oltre 20 stabilimenti distribuiti in 4 continenti, 3.500 dipendenti e una presenza commerciale in più di 130 Paesi. Maccaferri offre soluzioni ingegneristiche avanzate per la riduzione del rischio idrogeologico, lo sviluppo e la sicurezza delle infrastrutture di trasporto e dell’ambiente urbano.

## Storia
Il nome Maccaferri ha origini antiche, risalenti al XVI secolo. "Maccaferri" è infatti la traduzione letterale di "colui che colpisce il ferro" e compare per la prima volta associato a Giovanni Maccaferri, iscritto alla corporazione dei fabbri. All’epoca, per entrare a far parte della gilda era necessario avere almeno 20 anni, ma Giovanni ne aveva solo 14. Per questo motivo, il Senato di Bologna gli concesse una dispensa speciale, approvando ufficialmente la sua iscrizione il 28 giugno 1550.
Oltre tre secoli più tardi, il 3 maggio 1879, la Camera di Commercio di Zola Predosa (in provincia di Bologna) registrò l’“Officina” di Raffaele Maccaferri, capofamiglia e fabbro, con sede a Gesso, nei pressi del fiume Lavino.
L’attività di Raffaele era focalizzata sulla realizzazione di manufatti in ferro come cancelli, recinzioni, colonne, scale e ringhiere, destinati a chiese, abitazioni e negozi della zona di Bologna. Dei suoi due figli, il maggiore, Angelo, contribuì allo sviluppo commerciale dell’impresa, mentre Luigi si dedicò all’innovazione tecnica: ampliò la capacità produttiva e introdusse in officina la tecnologia per la trafilatura del filo metallico. Fu proprio in questo contesto che il gabbione venne reinventato, utilizzando la rete metallica. Sebbene strutture simili esistessero da millenni, fino ad allora erano state realizzate con materiali naturali.
Il primo grande progetto dell’azienda arrivò nel 1893, quando i gabbioni Maccaferri vennero impiegati per riparare una breccia nella storica diga di Casalecchio di Reno. Si trattava di semplici gabbioni “a sacco”, riempiti in loco con pietrame.
Infine, nel 1895, la stessa Camera di Commercio registrò il cambio ufficiale del nome dell’impresa in “Raffaele Maccaferri e Figli”.

### Nel 1900
La storia di Maccaferri affonda le sue radici nel 1879, quando Raffaele Maccaferri fondò a Lavino, vicino Bologna, l’“Officina da Fabbro”, specializzata nella produzione di manufatti in ferro battuto come cancelli, recinzioni e ringhiere. Nel 1893, l'azienda compì un passo decisivo: i suoi primi gabbioni metallici furono utilizzati per riparare una breccia nella diga di Casalecchio di Reno, segnando l'inizio di una rivoluzione nell'ingegneria idraulica. All'inizio del XX secolo, Maccaferri ottenne i diritti esclusivi sul brevetto del gabbione a scatola, ideato dall'ingegnere Edigio Palvis, che si rivelò più efficace dei precedenti modelli a sacco. Questo portò all'industrializzazione del prodotto e all'apertura delle prime filiali a Grenoble e Napoli. Nel 1906 e 1908, i gabbioni Maccaferri furono impiegati per la protezione degli argini del Tevere a Roma e dell'Arno a Firenze, consolidando la reputazione dell'azienda nel settore delle opere fluviali. Durante la Prima Guerra Mondiale, l'azienda convertì la produzione per scopi militari, realizzando filo spinato e altri prodotti in rete.maccaferri.com
Nel periodo tra le due guerre, sotto la guida di Alessandro Maccaferri, l'azienda espanse le sue attività internazionali, con progetti significativi come la protezione degli argini della diga del Genale in Somalia nel 1926. La Seconda Guerra Mondiale causò la distruzione dello stabilimento di Zola Predosa nel 1944, ma l'azienda fu ricostruita nel 1946 da Gaetano e Guglielmo Maccaferri. Negli anni '50 e '60, l'introduzione del rivestimento in PVC per il filo metallico e l'invenzione del materasso Reno migliorarono la durabilità dei prodotti, utilizzati anche per la ricostruzione post-alluvione di Firenze nel 1966. Negli anni '70, Maccaferri ampliò la sua presenza globale aprendo stabilimenti in Canada, Stati Uniti e Brasile. 

### Anni 2000 - ad oggi
Dagli anni 2000, Officine Maccaferri ha intrapreso un’importante espansione internazionale, rafforzando la propria posizione di leader globale nel settore dell’ingegneria civile e ambientale. Questa crescita è stata guidata da acquisizioni strategiche, joint venture e dalla diversificazione del portafoglio prodotti, con l’inclusione di soluzioni avanzate come i geosintetici per l’edilizia, i sistemi di protezione dalla caduta massi e le tecnologie per il settore del tunnelling. 
Nel 2000, l’azienda ha acquisito la britannica Linear Composites Ltd, specializzata in materiali geosintetici ad alte prestazioni. Sei anni dopo, nel 2006, è stata la volta della brasiliana BMD Texteis Ltda, operazione che ha ampliato la capacità produttiva di geosintetici destinati ai settori edile, automobilistico e agricolo. Nel 2020, Officine Maccaferri è entrata a far parte del portafoglio di Stellex Capital Holdings Luxembourg S.à r.l. Successivamente, nel 2024, il fondo Ambienta SGR ha acquisito una quota di maggioranza con l’obiettivo di sostenere lo sviluppo del gruppo. Nello stesso anno, Maccaferri ha acquistato Nesa S.r.l., azienda italiana specializzata in sensoristica e monitoraggio avanzato. Infine, nel 2025, l’acquisizione della statunitense Synteen Technical Fabrics ha consolidato ulteriormente la presenza dell’azienda nel mercato nordamericano. Queste operazioni hanno confermato l’ambizione di Maccaferri di offrire soluzioni sempre più complete e innovative su scala globale.